# Helga van Leur
Helga van Leur (Schoonhoven, 8 september 1970) is een Nederlandse meteoroloog.

## Biografie
Van Leur studeerde aan de Wageningen UR Bodem, Water en Atmosfeer. Ze kwam in 1994 via een stage bij Meteo Consult terecht, waar ze bijna vijf jaar weerberichten voor kranten, radio en televisie verzorgde. Ze werkt freelance sinds april 1997 als weervrouw voor de televisiezenders van RTL.
Naast haar werkzaamheden voor televisie schrijft ze artikelen en columns over haar kennis en ervaringen en verzorgt ze lezingen over weer, klimaat en duurzaamheid. In oktober 2011 maakte ze als weerkundige deel uit van Solar Team Twente tijdens de World Solar Challenge: een zonne-auto race van ruim 3000 km dwars door Australië. Ook hierover werd een televisieprogramma gemaakt.
Twintig jaar lang presenteerde Van Leur het weerbericht bij de nieuwsuitzendingen van RTL 4. Op 30 juni 2017 deed ze dat voor de laatste keer. Vanaf 5 juli 2017 presenteerde ze de wekelijkse weerrubriek Wat een weer bij RTL Late Night.

## Erkenning
In 1998 werd ze door vakgenoten uitgeroepen tot beste weervrouw ter wereld. In 2008, 2010 en 2012 werd ze verkozen tot populairste weervrouw van het jaar op basis van het tweejaarlijks onderzoek door GfK.

## Privé
Van Leur is getrouwd en heeft drie kinderen.

## Trivia
- In 2007 won ze het televisieprogramma Dancing with the Stars met haar danspartner Marcus van Teijlingen.
- Van Leur was een van de deelnemers van het vierde seizoen van het televisieprogramma Het perfecte plaatje, waarvan in mei 2019 de opnames startten.[4] Ze viel af in de derde aflevering.